# Patric Svensson
Patric Svensson, född 1970 i Norrköping, är en svensk historiker och tidigare kommunpolitiker (folkpartist). 
Patric Svensson blev 1996 filosofie kandidat med historia som huvudämne och antogs samma år till forskarutbildningen i historia vid Stockholms universitet med fokus på ett avhandlingsämne om landsbygdens modernisering; han avbröt dock studierna. Svensson är författare till Att skapa ordning och reda: administrativa förändringar på landsbygden omkring 1870–1940 (1999) och Storkommunreformen, municipalsamhället och andra indelningsförändringar (2002).
2002 invaldes Svensson som ledamot i kommunfullmäktige och utsågs till vice ordförande i skol- och barnomsorgsnämnden i Växjö kommun. Efter valet 2006 blev han ordförande i skol- och barnomsorgsnämnden och efter valet 2010 också ordinarie ledamot i kommunstyrelsen. Uppdragen lämnade han i december 2012 efter en trafikkontroll med påföljande dom om rattfylleri. Vid tillfället färdades flera andra regionalt ledande folkpartister i bilen.